# Rodrigo Rey Rosa
Rodrigo Rey Rosa (ur. 4 listopada 1958 w Gwatemali) – gwatemalski pisarz. Studiował medycynę i filmoznawstwo. W 1980 wyemigrował do Maroka, gdzie stał się protegowanym amerykańskiego pisarza Paula Bowlesa, który później przetłumaczył kilka dzieł Reya Rosy na angielski. W 2004 został laureatem Nagrody Literackiej im. Miguela Ángela Asturiasa.

## Wybrana twórczość
- Severina, 2011 (polskie wydanie 2013, ISBN 978-83-63387-70-9)